# Dominika Bychawska-Siniarska
Dominika Magdalena Bychawska-Siniarska (ur. 8 października 1982) – polska prawnik i działaczka społeczna, doktor nauk prawnych.

## Życiorys
W 2005 ukończyła studia prawnicze, a w 2007 studia podyplomowe w Kolegium Europejskie w Natolinie. Tytuł doktora nauk prawnych uzyskała w 2022 w Instytucie Nauk Prawnych Polskiej Akademii Nauk za pracę pt. Wolność wypowiedzi symbolicznej – perspektywa konstytucyjna i międzynarodowoprawna. Została następnie nauczycielem akademickim na Uniwersytecie SWPS.
W latach 2006–2007 pracowała jako prawnik w Europejskim Trybunale Praw Człowieka, w tym czasie wykładała też na Université de Poitiers. Pracowała dla Ministerstwa Spraw Zagranicznych, następnie w 2008 została dyrektorką Obserwatorium Wolności Mediów, jednego z programów Helsińskiej Fundacji Praw Człowieka. W latach 2010–2014 była członkiem Advisory Panel Agencji Praw Podstawowych Unii Europejskiej. Od 2016 pełni funkcję Członka Zarządu Helsińskiej Fundacji Praw Człowieka oraz Sekretarza Zarządu European Implementation Network. W latach 2010–2014 była członkiem Panelu Doradczego Agencji Praw Podstawowych Unii Europejskiej.
Została autorką cotygodniowej rubryki poświęconej orzecznictwu Europejskiego Trybunału Praw Człowieka w dodatku „Prawnik”do Dziennika Gazety Prawnej. Jest autorką licznych artykułów naukowych i popularnonaukowych poświęconych wolności słowa. W 2017 ukazał się podręcznik Rady Europy jej autorstwa pt. Protecting the right to freedom of expression under the European Convention on Human Rights. 

## Odznaczenia
W 2013, za zasługi dla wolności słowa, została odznaczona nagrodą Artykułu 54 Konstytucji przyznawaną przez Stowarzyszenie Dziennikarzy Polskich.